# Adama Boiro
Adama Boiro Boiro (Dakar, 22 giugno 2002) è un calciatore spagnolo, difensore dell'Athletic Bilbao.

## Biografia
Nato in Senegal, si è trasferito in Spagna, a Pamplona, con la famiglia all'età di quattro anni.

## Carriera
Boiro è cresciuto nel settore giovanile dell'Osasuna, dove dal 2021 al 2024 ha militato nella squadra B. Il 24 gennaio 2024 è stato acquistato dall'Athletic Bilbao che lo ha assegnato alla propria squadra B per i restanti sei mesi di stagione.
L'estate successiva è stato promosso in prima squadra dove ha debuttato il 28 agosto nell'incontro di Primera División vinto 1-0 contro il Valencia.

## Statistiche

### Presenze e reti nei club
Statistiche aggiornate al 10 febbraio 2025
| Stagione        | Squadra         | Campionato      | Campionato | Campionato | Coppe nazionali | Coppe nazionali | Coppe nazionali | Coppe continentali | Coppe continentali | Coppe continentali | Altre coppe | Altre coppe | Altre coppe | Totale | Totale | Totale |
| Stagione        | Squadra         | Comp            | Pres       | Reti       | Comp            | Pres            | Reti            | Comp               | Pres               | Reti               | Comp        | Pres        | Reti        | Pres   | Reti   |        |
| --------------- | --------------- | --------------- | ---------- | ---------- | --------------- | --------------- | --------------- | ------------------ | ------------------ | ------------------ | ----------- | ----------- | ----------- | ------ | ------ | ------ |
| 2021-2022       | Osasuna B       | SDR             | 24         | 1          | -               | -               | -               | -                  | -                  | -                  | -           | -           | -           | 24     | 1      |        |
| 2022-2023       | Osasuna B       | PF              | 24         | 0          | -               | -               | -               | -                  | -                  | -                  | -           | -           | -           | 24     | 0      |        |
| 2023-gen. 2024  | Osasuna B       | PF              | 19         | 0          | -               | -               | -               | -                  | -                  | -                  | -           | -           | -           | 19     | 0      |        |
| gen.-giu. 2024  | Bilbao Athletic | SF              | 13         | 1          | -               | -               | -               | -                  | -                  | -                  | -           | -           | -           | 13     | 1      |        |
| 2024-2025       | Athletic Bilbao | PD              | 11         | 0          | CR              | 1               | 0               | UEL                | 1                  | 1                  | -           | -           | -           | 13     | 1      |        |
| Totale carriera | Totale carriera | Totale carriera | 91         | 2          |                 | 1               | 0               |                    | 1                  | 1                  |             | -           | -           | 93     | 3      |        |